# Miguel Ángel Rondán Fernández
Miguel Ángel Rondán Fernández, nacido en San José del Valle, el 4 de julio de 1967, es un exfutbolista, entrenador y director deportivo español. Actualmente ejerce el cargo de director deportivo en el Xerez Club Deportivo.

## Trayectoria como jugador

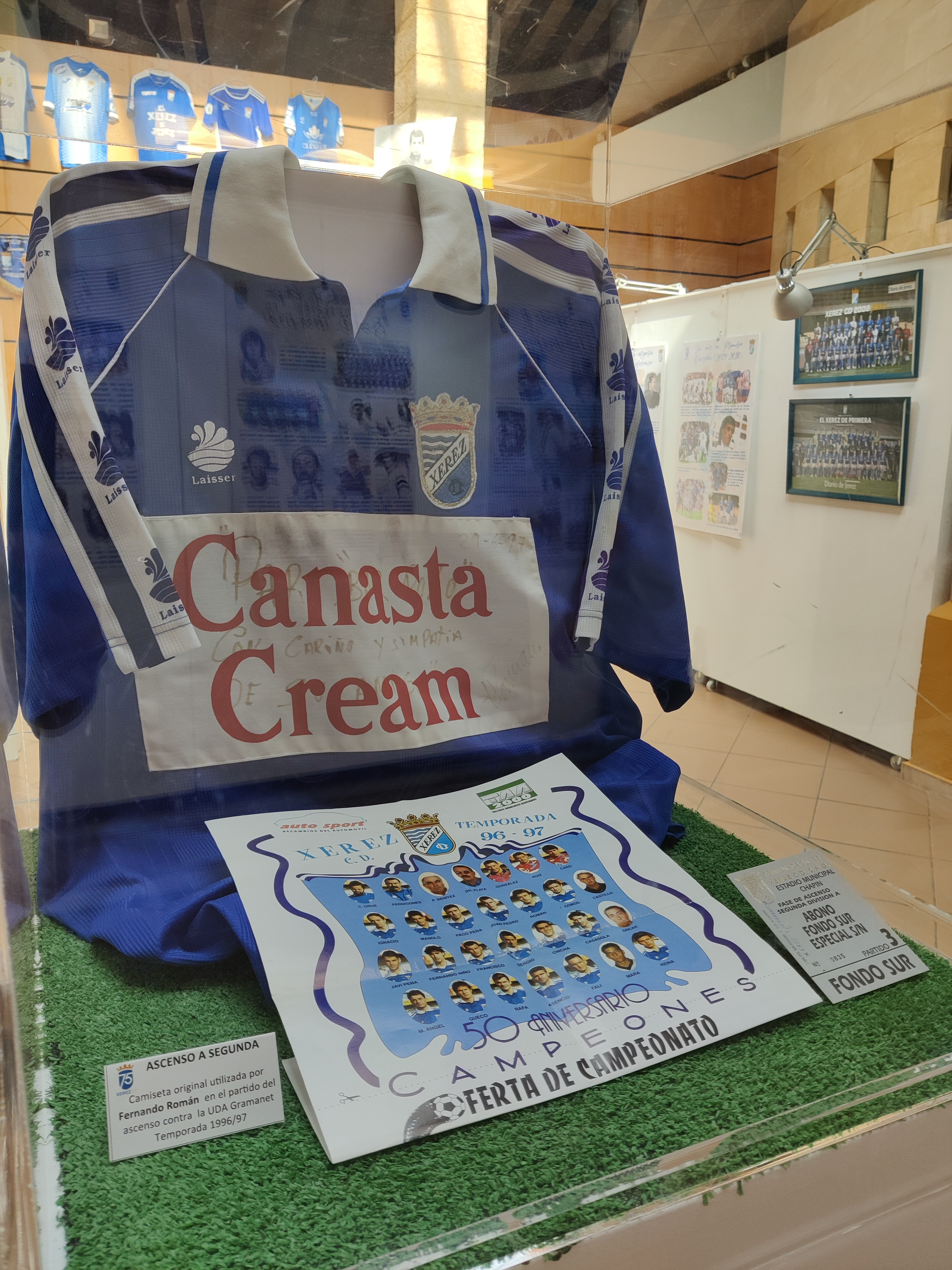
Álbum del equipo, con Miguel Ángel.

Su etapa más longeva la vivió en el Xerez Club Deportivo, donde fue futbolista del equipo entre 1987 y 2001, ocupando el puesto de capitán.

## Trayectoria como entrenador y director deportivo

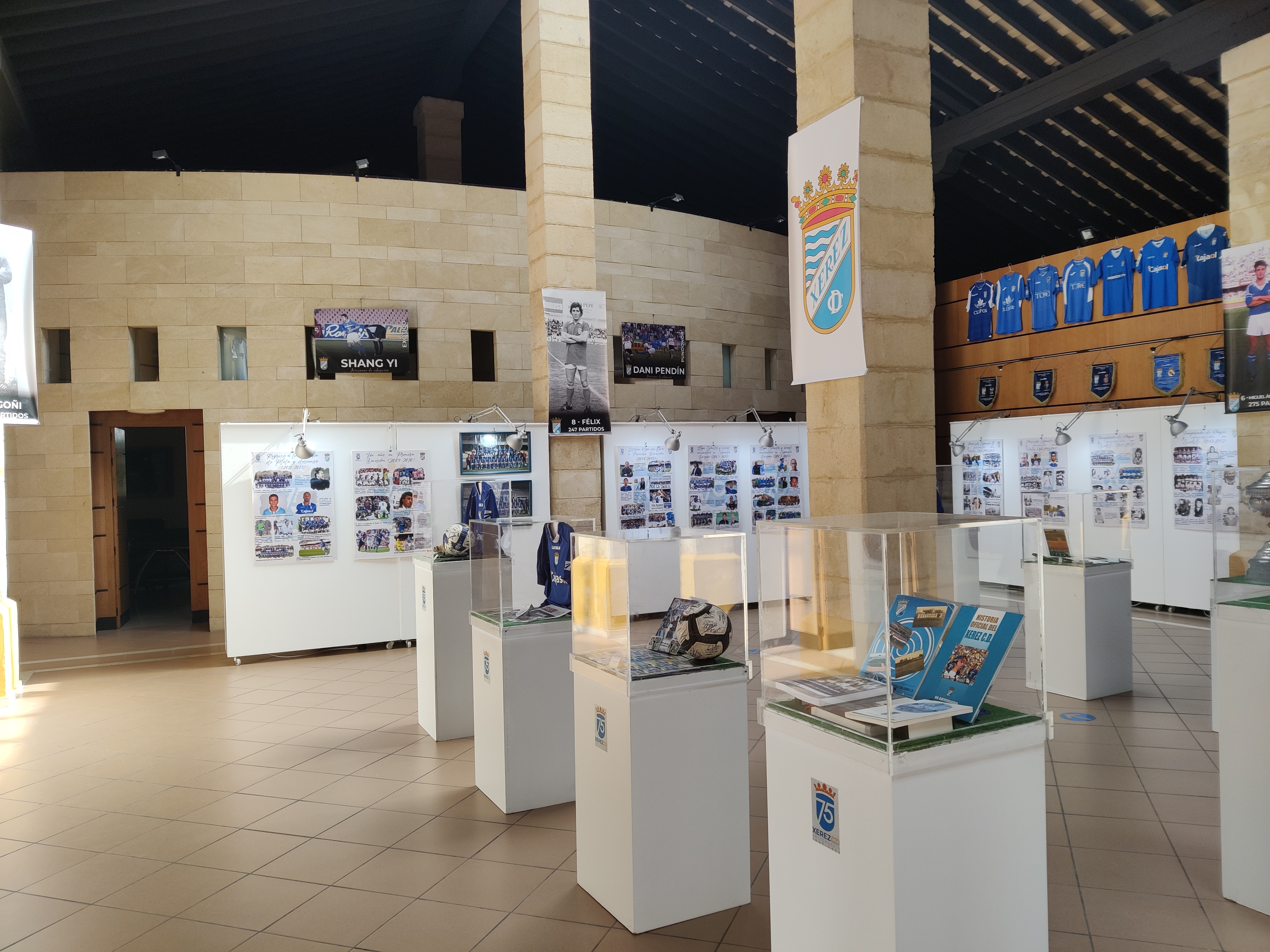
En una banderola.

Como técnico, dirigió al Arcos CF entre 2002 y 2004 y al RC Portuense entre 2004 y 2005.
Sin embargo, su etapa más longeva la vivió en el Xerez Club Deportivo, donde trabajó desempeñando varias funciones (fue futbolista del equipo entre 1987 y 2001; luego lo dirigió como entrenador durante unos meses en el año 2007, en dos temporadas distintas; y también realizó las labores de director deportivo desde 2007 hasta 2010, culminado con el ascenso a Primera División). Posteriormente, pasó a ejercer el cargo de jefe de observadores en el Málaga desde finales de 2010 hasta mediados de 2012, logrando la clasificación para la Liga de Campeones de la UEFA por primera vez en la historia del club. En verano de 2012, regresó al Xerez como director deportivo, siendo despedido un año después tras el descenso de categoría.
Diez años después, en abril de 2023, se incorporó nuevamente al Xerez CD como director deportivo.

### Como entrenador
| Equipo                | Temporada | País   |
| --------------------- | --------- | ------ |
| Arcos Club de Fútbol  | 2002-03   | España |
| Arcos Club de Fútbol  | 2003-04   | España |
| Racing Club Portuense | 2004-05   | España |
| Xerez CD "B"          | 2005-06   | España |
| Xerez CD              | 2006-07   | España |

### Como director
| Equipo                | Temporada | País   |
| --------------------- | --------- | ------ |
| Xerez Club Deportivo  | 2007-08   | España |
| Xerez Club Deportivo  | 2008-09   | España |
| Málaga Club de Fútbol | 2010-11   | España |
| Málaga Club de Fútbol | 2011-12   | España |
| Xerez Club Deportivo  | 2012-13   | España |
| Xerez Club Deportivo  | 2023-24   | España |
| Xerez Club Deportivo  | 2024-25   | España |